# Diphasia pinastrum
Diphasia pinastrum är en nässeldjursart som först beskrevs av Cuvier 1830.  Diphasia pinastrum ingår i släktet Diphasia och familjen Sertulariidae. Inga underarter finns listade i Catalogue of Life.